# بيتر أندرسون (لاعب كرة قدم أمريكية)
بيتر أندرسون (بالإنجليزية: Peter Anderson)‏ هو لاعب كرة قدم أمريكية أمريكي، ولد في أكتوبر 1963 في نيوجيرسي في الولايات المتحدة.